# 舒比夫卡
49°45′20″N 30°46′0″E / 49.75556°N 30.76667°E
舒比夫卡（烏克蘭語：Шубівка）是位於烏克蘭北部的村莊，由基辅州奧布希夫區的卡哈爾利克市鎮負責管轄。該村始建於1797年，面積5.12平方公里，海拔高度153米，2001年人口704，人口密度每平方公里137.5人。